# Nunataks Foca

Os Nunataks Foca são um grupo de 16 nunataks emergindo da Plataforma de gelo Larsen a leste da Terra de Graham, Antártida Ocidental. Os Nunataks Foca têm sido descritos como passagens vulcânicas separadas ou as remanescentes de um grande vulcão de escudo.
A sua maior altitude é de 368 m.